# Camila Coscarelli
Camila Coscarelli (La Plata, 2000) es una deportista argentina de alta competencia que se desempeña en patinaje artístico sobre ruedas. En 2024 representa a Argentina como integrante de la Selección nacional de Patín Artístico.

## Trayectoria deportiva
Camila Coscarelli comenzó a patinar a los 7 años en el club Alumni de La Plata.A los 8 años se pasó al Club Universal de la misma ciudad, donde permaneció hasta los 21 años.Luego comenzó a patinar en Lanús, debido a que en su ciudad no existían pistas que cumplan con los estándares requeridos en los torneos internacionales.
Participó en torneos nacionales desde temprana edad. A los 12 años alcanzó el segundo puesto en el torneo nacional, luego de haber alcanzado el primer puesto en el selectivo provincial y en el torneo anual de La Plata.
A los 18 años se consagró campeona nacional en la categoría Nacional A del torneo nacional de patín realizado en Rosario.

### Selección Argentina de Patín Artístico
Coscarelli fue convocada por primera vez para integrar la Selección Argentina de Patín Artístico en 2019, cuanto tenía 19 años. Su primera competición fue la Copa Filippini, en Italia, en la que alcanzó el cuarto puesto.
En 2021 obtuvo el segundo puesto en el torneo Internacional Senior Inline que se realizó en Villa María. En el mismo año compitió como plantel de la Selección en el Campeonato Mundial de Patinaje Artístico que se llevó a cabo en Asunción.
En 2024 compitió en el Campeonato Panamericano de Patín Artístico en Ibagué, donde se consagró campeona en Inline Free Skating Ladies Senior. Fue convocada por la Selección Argentina para competir como parte del plantel en el World Skate Games 2024 que se llevará a cabo en diferentes ciudades de Italia.

## Otras actividades
Coscarelli es licenciada en Nutrición por la Universidad Nacional de La Plata. Realizó su carrera artística y académica en simultáneo e instó a estudiantes deportistas federados a hacer lo mismo.

## Premios y reconocimientos
- En agosto de 2024 el Concejo Deliberante de la Municipalidad de La Plata la declaró Personalidad Destacada del Deporte.[9]